# متحف دار خديجة بالحمامات
متحف دار خديجة بالحمامات هو متحف تونسي تاريخي يقع في مدينة الحمامات، افتتح سنة 2008.

يهدف المتحف إلى التعريف بتاريخ الحمامات على فترة تمتد لألفي سنة، عبر عرض مجسمات وقطع أثرية ترجع لعدة حقب تاريخية مرت بها المدينة. ومن جهة أخرى، يبين المتحف العادات والتقاليد التي تعرف بها المدينة من مشغولات تقليدية وتراث صناعي (فن التطريز وفن تقطير الأزهار والورود) إضافة للأزياء المحلية والسجاد والفخار التقليدي.

## مقالات ذات صلة
- قصبة الحمامات
- منارة الحمامات